# DMS Maritime
DMS Maritime, ранее называвшаяся Defense Maritime Services — компания, предоставляющая портовые услуги Австралийским силам обороны и морской пехоте Австралии. Дочерняя компания Serco.

## История

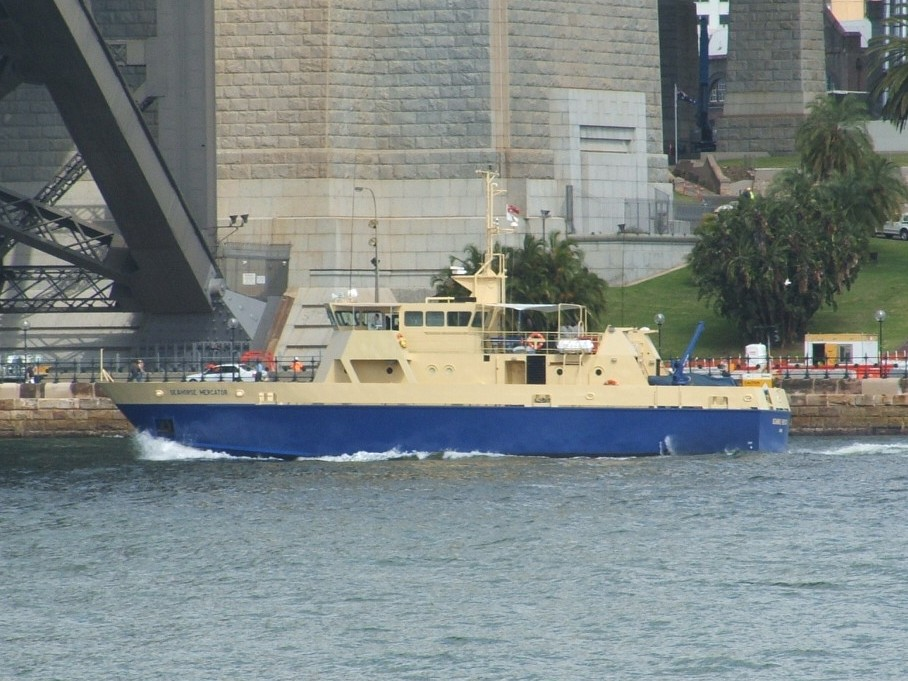
«Seahorse Horizon» в гавани Сиднея в августе 2007 г.

Defense Maritime Services была основана в 1997 году как совместное предприятие 50:50 между P&O Maritime Services и Serco для выполнения контракта на организацию буксиров и паромов, а также на поставку и обслуживание малых судов для Королевского военно-морского флота Австралии (RAN). В 2012 году Serco выкупила долю P&O.
Штаб-квартира находится в Сиднее, основная деятельность — в Кэрнсе, Дарвине, Дампире, Фримантле, Западном порту, Джервис-Бей и Сиднее. В настоящее время  управляет восемью океанскими судами и более чем 100 портовыми судами и насчитывает около 350 сотрудников. Услуги DMS для ВМС Австралии включают эксплуатацию буксиров и лихтеров на базах ВМС Австралии, обучение персонала и обслуживание боевых кораблей.

## Эксплуатируемые суда

### Вспомогательные
Тендеры общего назначения 
- Seahorse Spirit
- Seahorse Standard

Навигационное учебное судно
- Seahorse Horizon

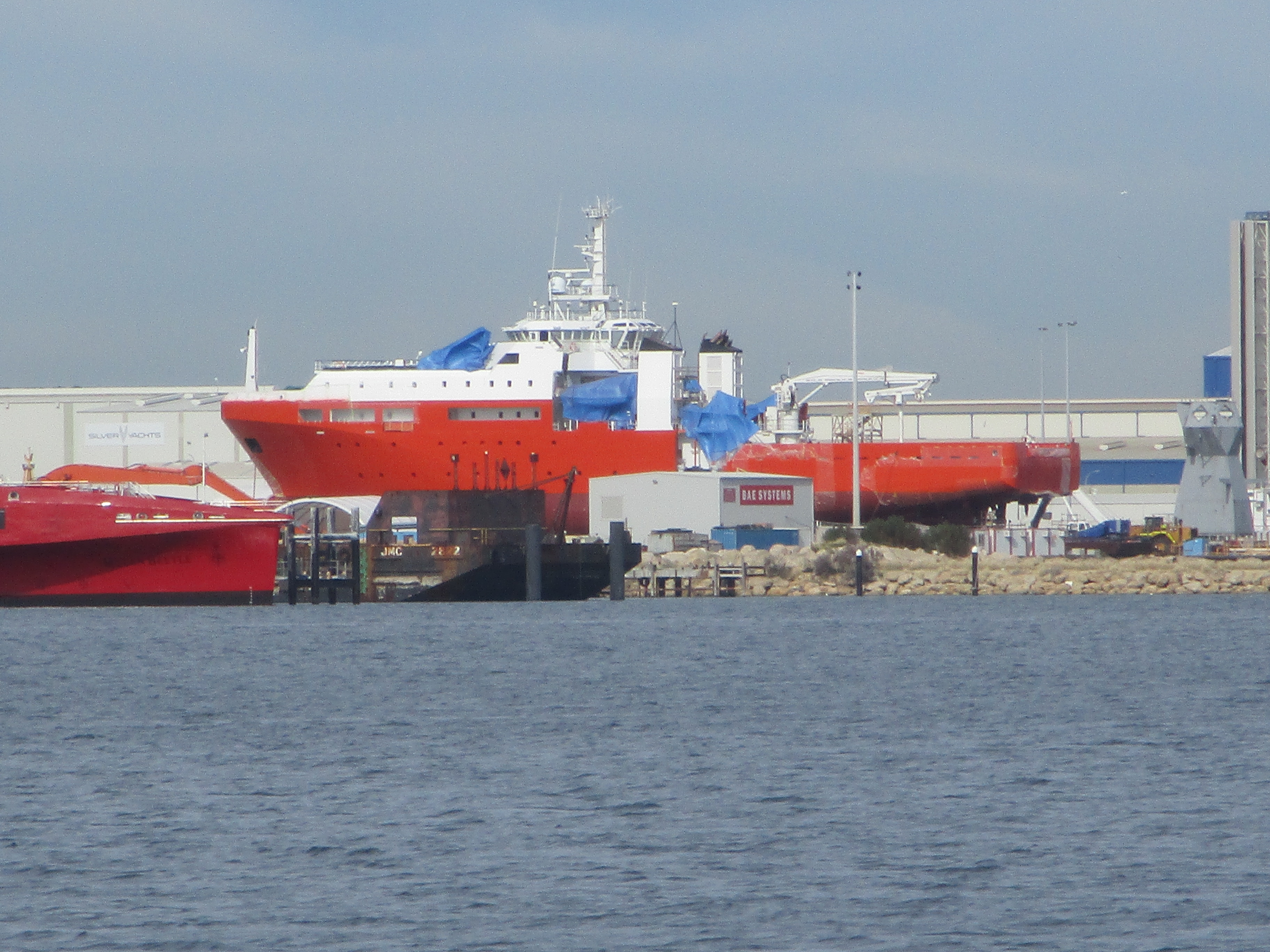
MV Besant в Хендерсоне, Западная Австралия

Аварийно-спасательные корабли для подводных лодок
- Besant
- Stoker (fitting out, in service January 2016)

### Суда для обслуживания верфи
60-тонные лихтеры 
- FTL 60101
- FTL 60102
- FTL 60103
- FTL 60104
- FTL 60105
- FTL 60107
- FTL 60108
- FTL 60109
- FTL 60110
- FTL 60111
- FTL 60112
- FTL 60113
- FTL 60114
- FTL 60115
- FTL 60116
- FTL 60117
- FTL 60118
- FTL 60119
- FTL 60120
- FTL 60121

Погружающиеся тендеры Southerly 65
- 2001 Dugong
- Seal
- 2004 Shark

Бетонные лихтеры для боеприпасов 
- CAL 209
- CAL 5012
- CAL 10011
- CAL 10012
- CAL 10013
- CAL 10014

Краны-лихтеры типа <i id="mwhg">Wattle</i>
- CSL 01 Wattle
- CSL 02 Boronia
- CSL 03 Telopea

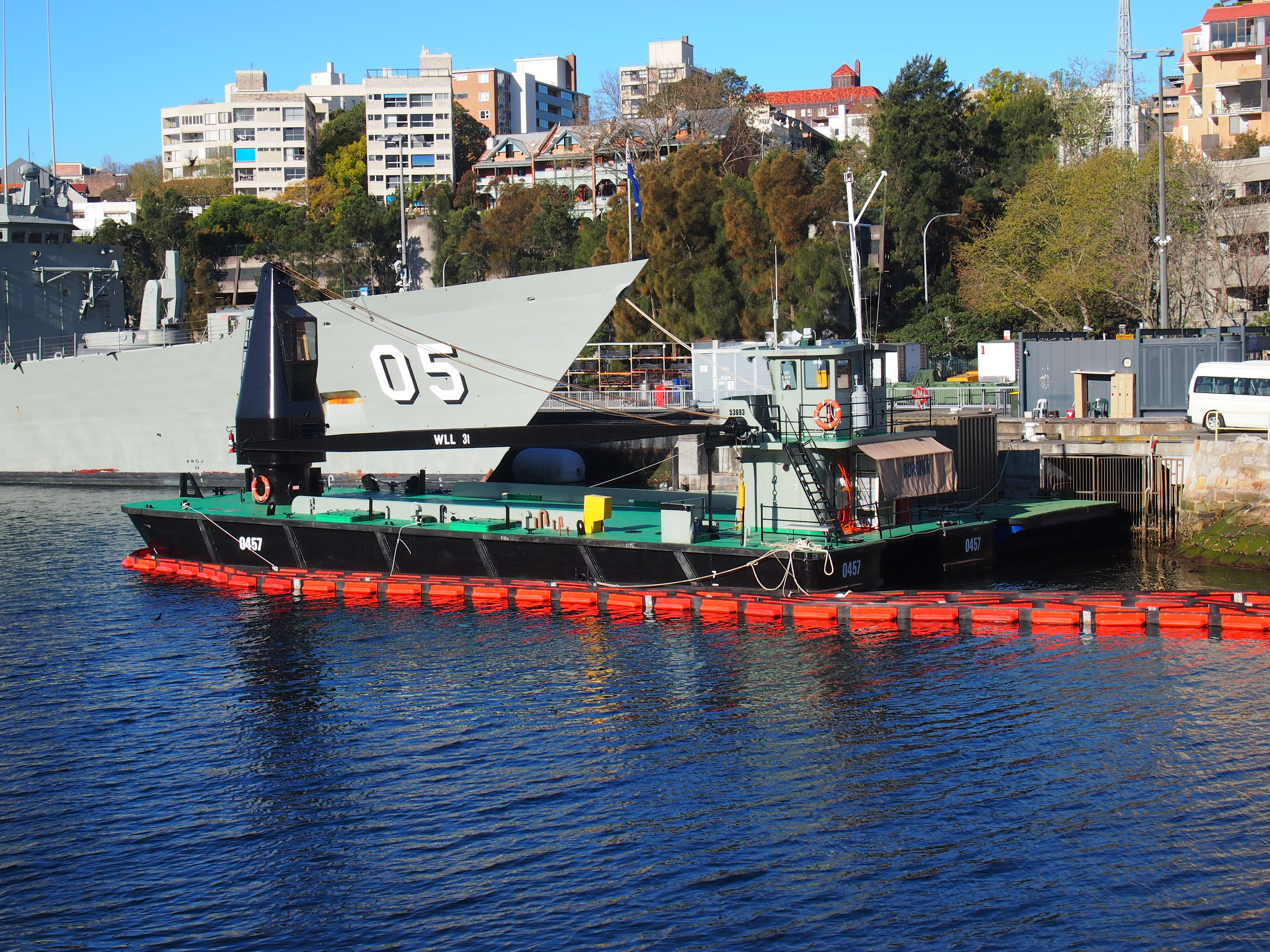
CSL 02 Boronia на базе флота Восток в сентябре 2012 г.

Военно-морские катера общего назначения Steber 43
- NGPWB 01 Patonga
- NGPWB 02
- NGPWB 03
- NGPWB 04 Sea Dragon
- NGPWB 05
- NGPWB 06
- NGPWB 07
- NGPWB 08
- NGPWB 09 Sea Witch
- NGPWB 10

Портовые служебные катера Noosacat 930 
- 0901
- 0902
- 0903
- 0904

Суда типа «Ривьера» 
- 38103 Tresco II

- AB 1201 Green Parrot

Портовые служебные катера Shark Cat 800 
- 0801
- 0802
- 0803
- 0805

Военно-морские рабочие катера 
- NWB 1230
- NWB 1260
- NWB 1281 Otter
- NWB 1282 Walrus
- NWB 1285 Grampus
- NWB 1286 Dolphin
- NWB 1287
- NWB 1288
- NWB 1289
- NWB 1290
- NWB 1291
- NWB 1292 Turtle

Рабочий катер конструкции Хальворсена
- AWB 4011

40-футовые рабочиекатера Mk 1 и 1963
- AWB 404
- AWB 421
- AWB 423
- AWB 424
- AWB 436
- AWB 440
- AWB 1658
- AWB 4006
- AWB 4007

Рабочие катера AWB Мод. II
- 4010

Рабочие катера AWB 
- Amethyst
- 4002

Надувные лодки с жестким корпусом 7,2 метра 
- 27 RHIBS, номера с 0701 по 0727

Радиоуправляемые надводные цели 
- ОКПБ 06
- ОКПБ 07
- ОКПТ 08
- ОКПБ 09
- ОКПБ 10
- ОКПТ 11

Водяные и топливные лихтеры типа <i id="mwARU">Wallaby</i> 
- Wallaby
- Wombat
- Warrigal
- Wyulda

Торпедно-эвакуационные суда
- 446 <i id="mwAS8">Tuna</i>
- 447 <i id="mwATI">Trevally</i>
- 448 <i id="mwATU">Tailor</i>

Малый буксир
- Tancred - Damen ASD Tug 2310

Буксир / рабочий катер

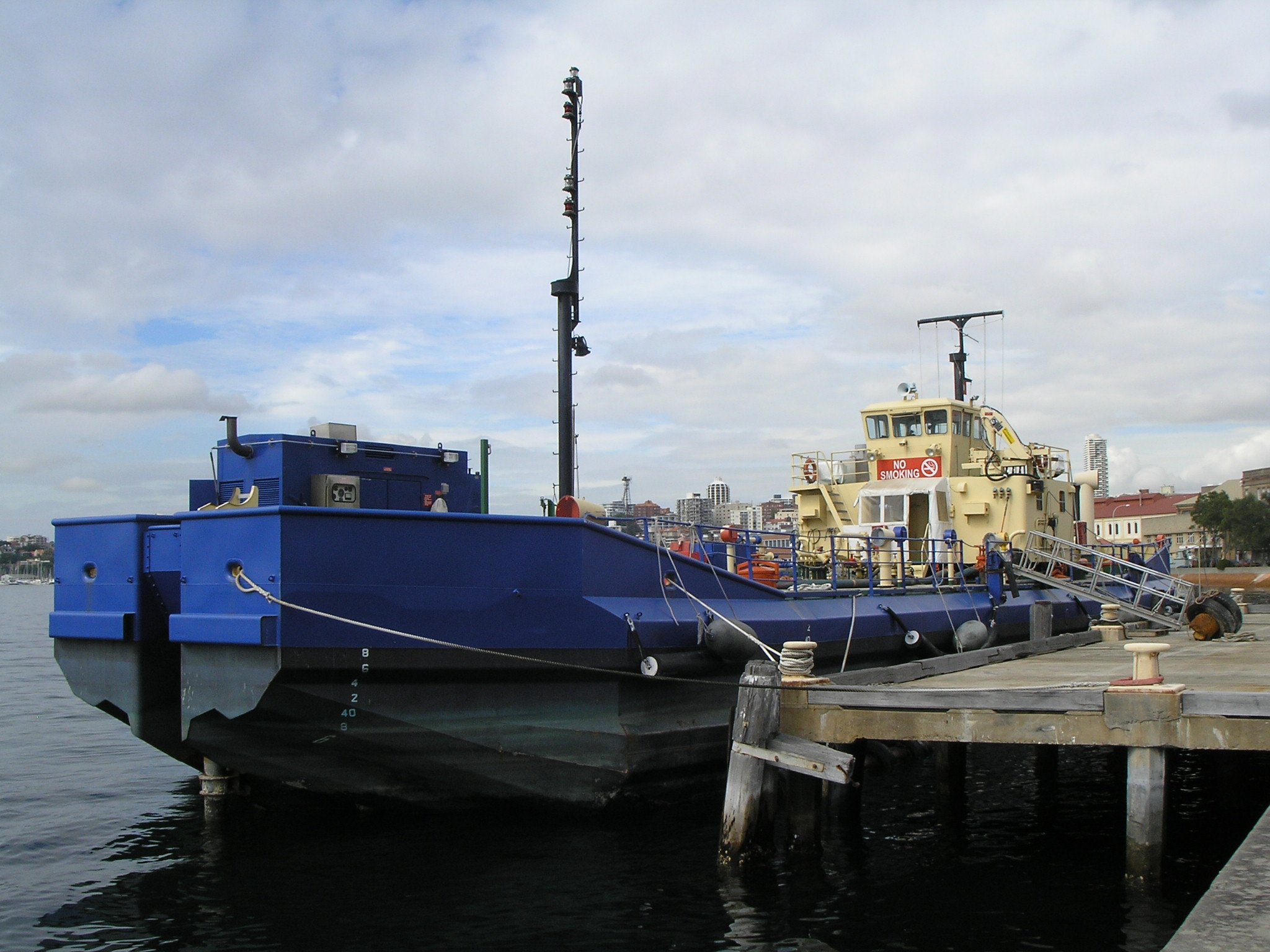
«Wyulda» в HMAS Kuttabul в феврале 2008 г.

- Wattle - Стандартный буксир Damen 1606

Прибрежные буксиры 
- 2601 Tammar
- Seahorse Quenda
- Seahorse Chuditch
- Elwing - Damen Standard built ASD 2411
- Waree - Damen Standard built ASD 2411

Средний портовый буксир 
- 1801 Quokka

Портовый буксир типа «Bronzewing» 
- Bronzewing
- Currawong
- Mollymawk

### Учебные суда
Авиационный учебный корабль
- MV Sycamore (принадлежит DMS, экипаж - Teekay )

Парусное учебное судно 
- 850576 Salthorse

Небольшие учебные яхты типа Swarbrick III 
- STY 3807 Alexander of Cresswell
- STY 3808 Friendship of Leeuwin
- STY 3809 Lady Peryhyn of Nirimba
- STY 3810 Charlotte of Cerberus
- STY 3811 Scarborough of Cerberus

Парусные лодки Tasar 
- 63 судна, пронумерованных между 1925 и 2546.

Учебное плавсредство класса ASI 315 
- Seahorse Mercator